# 37 f.Kr.
37 f.Kr. var ett skottår som började en måndag i den proleptiska julianska kalendern, men i verkligheten antingen ett normalår som började en måndag, tisdag eller onsdag, eller ett skottår som började en måndag eller tisdag i den julianska kalendern (se skottårsfelet i den julianska kalendern för mer information).

## Händelser

### Efter plats

#### Romerska republiken
- Marcus Vipsanius Agrippa skapar "portus Julius" i den numera sjunkna staden Puteoli (nuvarande Pozzuoli nära Neapel).
- Marcus Antonius, Octavianus och Lepidus undertecknar födraget i Tarentum, vilket förlänger det andra triumviratet till 33 f.Kr. (detta eller föregående år).
- Romarna erövrar Jerusalem från parterna. Herodes den store blir där med kung av Judeen, medan Jonatan Aristobulos III blir överstepräst.

#### Korea
- Kungariket Goguryeo i Korea grundas av den legendariske kungen Dongmyeong (traditionellt datum).

## Avlidna
- Mattathias Antigonos, kung av Judeen (avrättad på Marcus Antonius order)
- Shangguan (Han Zhaodi), kinesisk kejsarinna.